# AJS Model 8 1960-1963
Het AJS Model 8 was een 350cc-motorfiets die het Britse merk AJS produceerde van 1960 tot 1963.

## Voorgeschiedenis
AJS, opgericht in 1909 in Wolverhampton, leverde voor de Tweede Wereldoorlog een groot scala aan modellen. Rond 1930 begon het in financiële problemen te komen en in 1931 werd de motorfietstak met de goodwill verkocht aan Matchless in Woolwich. De productie werd onmiddellijk naar Londen verplaatst, maar AJS en Matchless bleven grotendeels hun eigen modellen produceren. In 1937, toen ook Sunbeam was overgenomen, ging het samenwerkingsverband Associated Motor Cycles heten. Toen de oorlog uitbrak werd de productie van civiele motorfietsen stilgelegd, maar AMC leverde 80.000 exemplaren van de Matchless G3/L aan het Britse leger. Na de oorlog werd de zelfstandigheid van AJS drastisch beperkt. In feite leverde men Matchless-motorfietsen die door badge-engineering ook als "AJS" verkocht werden. Zo was de 350cc-Matchless Model G3-serie vrijwel gelijk aan de AJS Model 16-serie en de 500cc-Matchless Model G80-serie identiek aan de AJS Model 18-serie. Deze modelseries bleven tot 1966 bestaan.

### AJS Model 14-serie
In 1958 volgden 250cc-modellen: de Matchless Model G2-serie en de AJS Model 14-serie. 
Het waren 250cc-eencilinderviertakten met een korte slag motor (69,9 x 64,8 mm). De machine werd geen succes, vooral omdat ze nogal ouderwets gebouwd was. Hoewel het blok er strak uitzag omdat het carter zowel de 1,4 liter-olietank als de versnellingsbak omsloot, was het nog steeds een pre unit (losse) versnellingsbak, terwijl de unit construction al lang gangbaar was. Dat betekende dat eigenaars nog steeds een primaire ketting moesten onderhouden. Pas in 1962 werd dat veranderd toen de primaire aandrijving door tandwielen werd verzorgd. 

## AJS Model 8
Het AJS Model 8 verscheen in 1960. Het was een vreemde eend in de bijt, want zowel AJS als Matchless leverden al 350cc-machines. Het Model 8 kreeg zijn eigen motor, feitelijk een grotere versie van het Model 14, met de olietank in het carter en nog steeds met een losse versnellingsbak, hoewel het door de constructie van het blok leek alsof de versnellingsbak was ingebouwd. Aanvankelijk had ook dit model nog een primaire ketting, die in 1962 werd vervangen door een tandwielset. Boring en slag bedroegen 72 x 85,5 mm, ook al afwijkend van de andere modellen. Het Model 8 ging al in 1963 uit productie. Zowel AJS als Matchless maakten toen al zware tijden door. Hun 21pk-sterke 350cc-modellen werden overtroefd door de 305cc-Honda CB 77 Super Sport, die 28 pk leverde. Zelfs de 250cc-Honda CB 72 Super Sport was met 24 pk sterker. Bovendien leverde AMC nog de AJS-modellen 16MS en 16C en de Matchless-modellen G3/LS en G3/LCS.

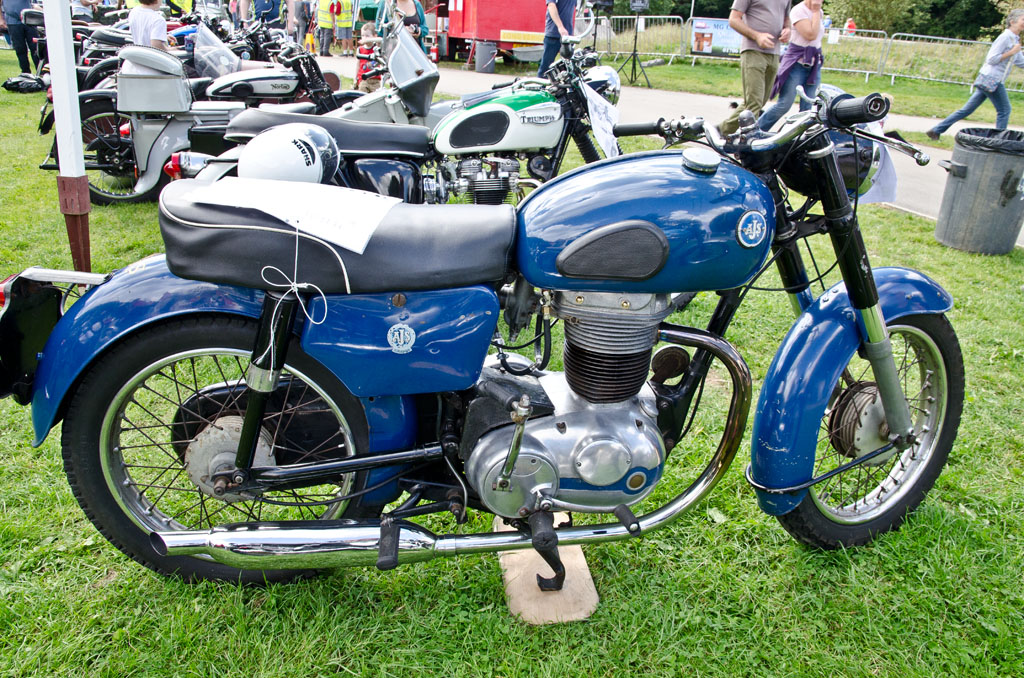
Het 350cc-AJS Model 8...
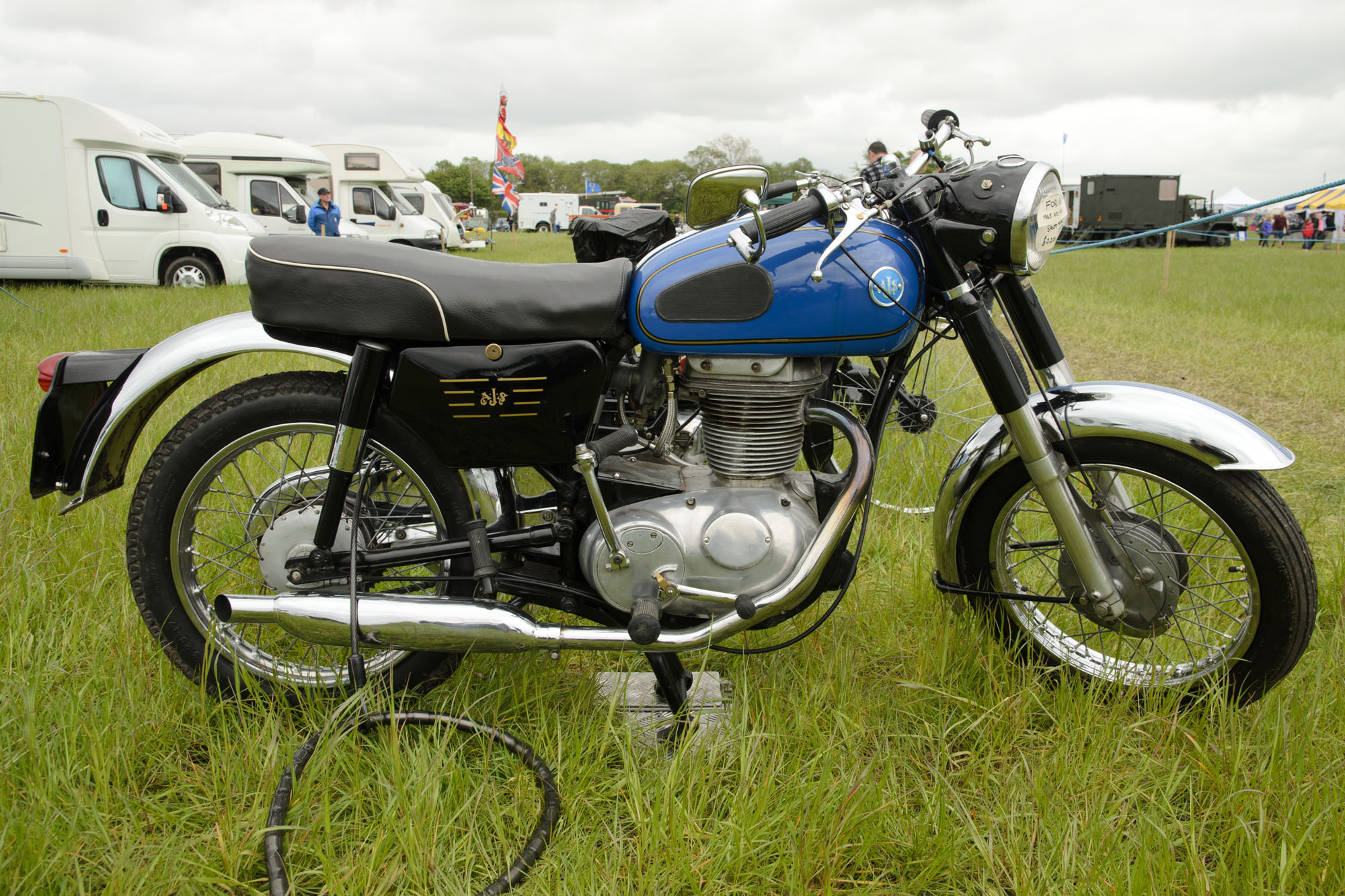
...was duidelijk afgeleid van het 250cc-AJS Model 14